# Radovan Ivančević
Radovan Ivančević (Banja Luka, 13. veljače 1931. – Zagreb, 17. siječnja 2004.), hrvatski povjesničar umjetnosti.

## Životopis
Studirao je na Filozofskom fakultetu u Zagrebu, gdje je diplomirao 1955., a doktorirao 1965. godine s tezom o gotičkoj arhitekturi Istre. Od 1960. do 2003. godine objavit će čitav niz zapaženih novinskih, stručnih i znanstvenih članaka, te više knjiga koje uz povijesno umjetničko imaju i nesagledivo kulturološko značenje, jer među prvima u nas sintetizira i afirmira cjelokupnu hrvatsku kulturnu baštinu. Iz tog je razloga Ivančevićeva knjiga: “Umjetničko blago Hrvatske” od fundamentalnog značaja za razumijevanje hrvatske kulturne baštine, kako u lokalnim okvirima kulturnog razvoja, a tako i njena odnosa prema svjetskim zbivanjima. Ponajviše njegovom zaslugom šibenska katedrala sv. Jakova uvrštena na UNESCO-ov popis svjetske baštine. 
Snagom argumenta, što ga je Radovan s majstorstvom znao izreći šibenska katedrala našla se uz bok s najznačajnijim ostvarenjima europske renesansne arhitekture. No, dokazavši ujedno da je riječ ne samo o jednoj od najznačajnijih renesansnih građevina, već i o prvoj  montažnoj gradnji, koju će svjetska povijest arhitekture kao način građenja “otkriti” tek krajem 18., odnosno početkom 19. stoljeća. Njegov tekst o arhitekturi moderne kao umjetnosti, objavljen 1960. u časopisu Čovjek i prostor od revolucionarnoga je značaja za suvremenu domaću arhitektonsku kritiku. Naime, Ivančević ne samo što je tim tekstom među prvima afirmirao hrvatsku modernu arhitekturu, već je postavio temelje suvremenoj arhitektonskoj kritici kojoj će ostati vjeran sve do posljednjih dana. No, pišući svoje arhitektonske osvrte Ivančević neće nikada biti neutralan kritičar arhitekture, već prije svega autentičan kroničar prostora i vremena u kojem je djelovao, pri čemu će u prvi plan uvijek dolaziti neumoljiva borba za strukovnu moralnost i gotovo nevjerojatna, a za mnoge i inspirirajuća građanska hrabrost.
“Kao povjesničar kulture i umjetnosti Zagreba,”reći će jednom Radovan Ivančević”, često sam za sebe osobno ili za uži krug stručnjaka provjeravao i struku i sebe povijesnim dijagnozama i prognozama. Ponekad sam smatrao pitanjem morala i odgovornosti da na neke evidentne opasnosti tendencija koje prepoznajem na svom području upozorim i druge”.
Nagrađem je Nagradom Ivan Filipović za životno djelo 2002. godine.